# Ptochophyle sparsipuncta
Ptochophyle sparsipuncta là một loài bướm đêm trong họ Geometridae.